# Krzak jałowca
Krzak jałowca (Von dem Machandelboom) – baśń braci Grimm opublikowana w 1812 roku w pierwszym tomie ich zbioru Baśni (nr 47).

## Treść[1]
Pewne bogate i wzajemnie kochające się małżeństwo, choć bardzo pragnęło mieć dzieci, nie mogło się ich doczekać. Pewnej zimy żona, stojąc obok krzaka jałowca, skaleczyła się obierając jabłko, a krew padła na śnieg. Wypowiedziała wówczas życzenie, że chciała by mieć dziecko białe jak śnieg i czerwone jak krew. Potem jadła owoce z krzaka jałowca. Dziewięć miesięcy później urodziła dziecko białe jak śnieg i czerwone jak krew. Jednak sama zmarła podczas porodu.
Zrozpaczony mąż pochował ją zgodnie z życzeniem pod krzakiem jałowca. Po jakimś czasie ponownie się ożenił. Jego nowa żona miała córkę, Marlenę, którą bardzo kochała. Nienawidziła jednak syna swojego męża, którego źle traktowała. Pewnego dnia udając, że chce poczęstować go jabłkiem wrzuciła je do skrzyni. Kiedy chłopiec pochylił się po owoc, zatrzasnęła jej wieko, ucinając chłopcu głowę. Potem przerażona tym co zrobiła, przywiązała głowę chustą do kadłuba i wsadziła mu w dłoń jabłko. Kiedy jej córka wróciła ze szkoły, poinformowała ją, że brat ma jej dać jedno jabłko. Dodała, że jeśli nie będzie chciał jej dać, to może go walnąć w ucho. Marlena uczyniła zgodnie z wolą matki, a głowa chłopca spadła na podłogę. Dziewczyna  była przerażona, gdyż sądziła, że to ona zamordowała brata. Matka obiecała, że nikomu nie powie. Ciało brata pokroiła i wrzuciła do zupy. Kiedy ojciec wrócił, nieświadomy niczego zjadł zupę. Zapytał, gdzie jest jego syn, a żona odparła, że wybrał się do rodziny i wróci za parę dni. 
Po posiłku, Marlena, płacząc, pozbierała kości brata i pochowała pod krzakiem jałowca. Kiedy to zrobiła, przestała czuć smutek. Jałowiec okrył się mgłą, która przemieniła się w ogień. Z tego ognia wyleciał piękny ptak, który zaczął śpiewać.
Śpiewając opowiadał swoją historię o okrutnej śmierci z rąk macochy oraz o dobrej siostrze, która pochowała jego kości. Najpierw ptak przyleciał do złotnika. Złotnik zachwycony jego śpiewem podarował mu złoty łańcuch. Potem ptak poleciał pod dom szewca i zaśpiewał tę samą piosenkę. Szewc dał mu wówczas parę czerwonych butów. Następnie podleciał do młynarzy, którzy dali mu kamień młyński, o który ptak poprosił. 
Potem ptak podleciał pod dom, w którym dokonano zbrodni, i tam znów zaczął śpiewać. Ojciec wyszedł, aby zobaczyć, kto śpiewa tak pięknie piosenkę, i złoty łańcuch spadł na jego szyję. Ojciec cofnął się do domu i opowiedział wszystkim, że piękny ptak dał mu łańcuch. Wówczas wyszła Marlena, aby zobaczyć, czy to prawda. Ptak zrzucił jej czerwone buty. Marlena poczuła wówczas błogość na duszy. Tymczasem nikczemna macocha była coraz bardziej przerażona. Wyszła na zewnątrz, by zobaczyć ptaka. Wtedy spadł na nią kamień młyński i zabił na miejscu.
Ojciec z Marleną, słysząc huk wyszli przed dom. Wówczas w miejscu, gdzie siedział ptak, ujrzeli chłopca całego i zdrowego. Dzieci z ojcem szczęśliwie wróciły do domu.